# Садиков Олександр Валерійович
Олександр Валерійович Садиков (12 вересня 1964 р., Миколаїв) — український політик, голова Миколаївської обласної державної адміністрації (з січня 2005 до липня 2007).

## Біографія
У 1980 році закінчив середню спеціалізовану школу № 2 м. Миколаєва.
У 1980 — 1982 роках працював слюсарем механоскладальних робіт на СВП «Машпроект».
У 1982 — 1984 роках навчався на хімічному факультеті Московського державного університету.
З 1984 по 1986 рік — строкова військова служба у військах урядового зв'язку на будівництві Байкало-Амурської магістралі.
У 1986 — 1989 — студент Миколаївського кораблебудівного інституту.
Працював в планово-економічному відділі Чорноморського суднобудівного заводу.
У 1989 — 1991 — керівник Науково-виробничого кооперативу «Фаворит».
З 1991 — директор Виробничо-комерційної компанії "Торговий дім «Скіф».
У 1996 — 2005 — голова наглядової ради акціонерів, АКБ «Юнекс».
У 1997 — 1999 — (за сумісництвом) в СП «Юнімаркет Україна».
З січня 2005 до липня 2007 — голова Миколаївської обласної державної адміністрації.
З липня 2007 до жовтня 2007 — заступник Секретаря Ради національної безпеки і оборони України.
У грудні 2017 рішенням сесії Миколаївської міської ради був призначений на посаду заступника Миколаївського міського голови з питань інфраструктури і транспорту. Проте у лютому 2018 комісія з питань розгляду і обробки результатів заняття Олександром Садиковим означеної посади встановила, що займати її він не може. Рішення щодо звільнення Олександра Садикова з займаної посади Миколаївська міська рада не приймала.

## Політична діяльність
Член партії Народний Союз «Наша Україна», член Ради партії, голова Миколаївської обласної організації партії «Народний Союз «Наша Україна»».